# Jan-Gregor Kremp

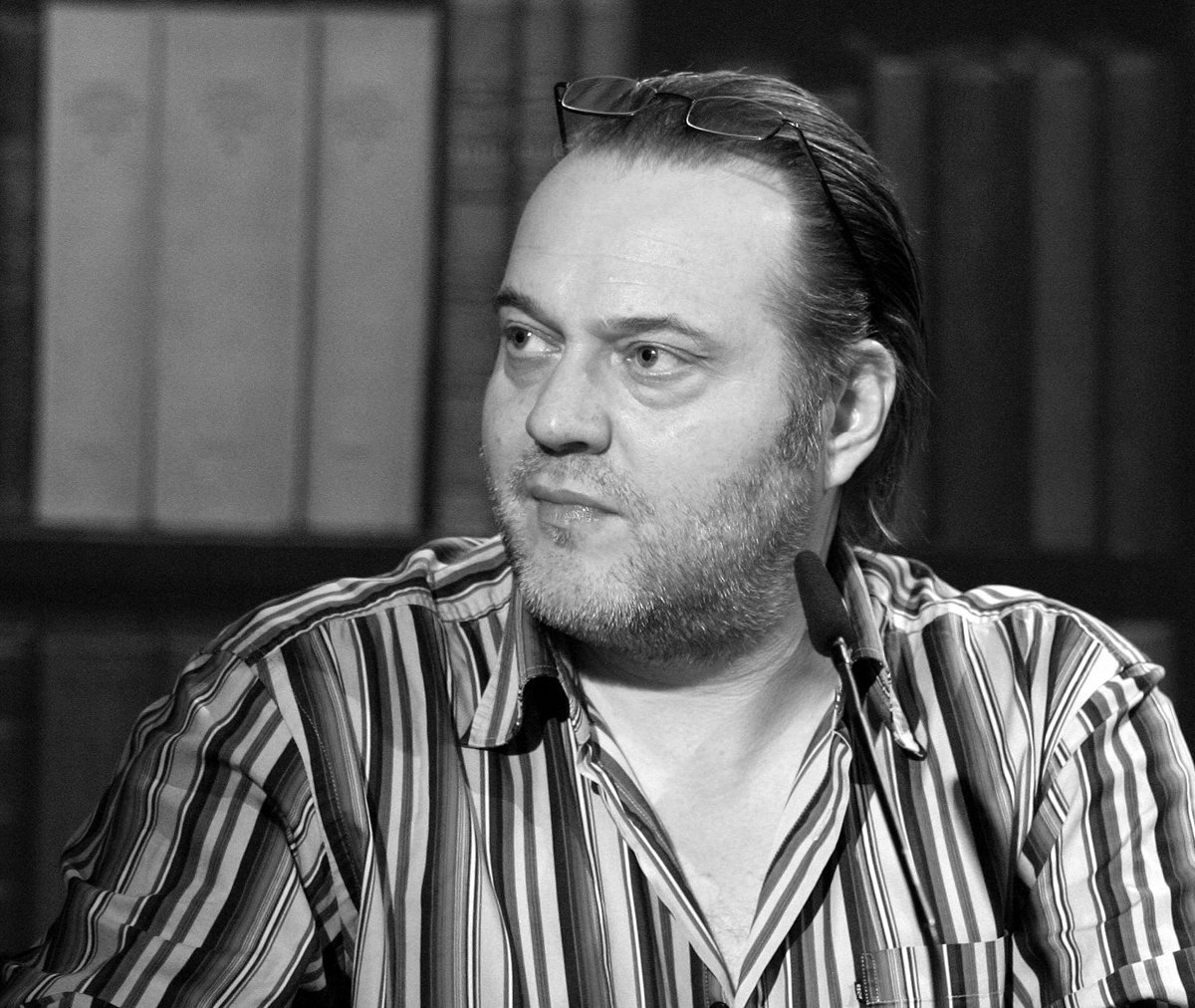
Jan-Gregor Kremp, 2008

Jan-Gregor Kremp (* 30. September 1962 in Monheim am Rhein) ist ein deutscher Schauspieler. Er begann seine Karriere am Theater und spielte ab 1991 in über 100 Film- und Fernsehproduktionen, unter anderem in Filmen wie Bunte Hunde, Wer Kollegen hat, braucht keine Feinde, Halt mich fest!, The Musketeer und Liebe Schwester. Von 2012 bis 2023 verkörperte er die Titelfigur in der ZDF-Krimiserie Der Alte.

## Leben und Karriere
Jan-Gregor Kremp wuchs als viertes von sechs Kindern in Leverkusen auf. Sein Vater war Professor für Musik und seine Mutter Schneidermeisterin. Nach dem Abitur 1981 und anschließendem Wehr- bzw. Zivildienst studierte Kremp, der anfangs eine Karriere als Musiker anstrebte, von 1983 bis 1985 Klavier und Trompete an der Hochschule für Musik und Tanz Köln. Er entwickelte während dieser Zeit Interesse für das Schauspiel und besuchte im Anschluss an sein Studium bis 1989 die Schauspielschule am Salzburger Mozarteum. Von 1989 bis 1993 folgte ein Engagement am Niedersächsischen Staatstheater Hannover, wo er als Mitglied des Ensembles von Intendant Eberhard Witt bereits zu Beginn seines Engagements in Hauptrollen besetzt wurde. Danach war er von 1994 bis 1998 am Bayerischen Staatsschauspiel München und spielte 1995 am Wiener Burgtheater.
Nachdem Kremp sich zunächst vor allem als Theaterschauspieler etabliert hatte, gab er 1991 in der Rolle des Alfred Zach in Klaus Emmerichs Familienkomödie Pizza Colonia an der Seite von Mario Adorf und Willy Millowitsch sein Filmdebüt. Lars Becker besetzte ihn 1992 in seinem ersten Langspielfilm Schattenboxer in einer kleineren Nebenrolle als Gefangenen und 1996 in einer größeren Rolle als Ex-Legionär Guru Freiland in seinem Thriller Bunte Hunde, in welchem er auch mit seiner Ehefrau Johanna Gastdorf zum ersten Mal vor der Kamera stand. Mit Gastdorf sowie Jan Josef Liefers und Anna Loos stand er 2000 für die Tragikomödie Halt mich fest! als Keyboarder Karl der Musik-Band „Lovely Rita and her Johnny Guitars“ vor der Kamera. Für die letztgenannte Produktion interpretierte er gemeinsam mit Liefers und Loos die Titel Purple Rain von Prince und Living Next Door to Alice der Soft-Pop-Band New World. Seine schauspielerische Leistung in diesem Film brachte ihm den Fernsehfilmpreis der Deutschen Akademie der Darstellenden Künste ein. 2001 war er als Musketier Athos neben Catherine Deneuve in The Musketeer in seiner ersten internationalen Rolle zu sehen. Matti Geschonneck besetzte ihn in seinem Melodram Liebe Schwester mit Maja Maranow und Anja Kling als Klaus Stanwick in der männlichen Hauptrolle.
Kremp spielt auch mehrere feste und wiederkehrende Rollen in Film- und Fernsehreihen. In der Krimireihe Polizeiruf 110 spielte er zwischen 2004 und 2008 in vier Episoden den Kommissar Thomas Keller. Von 2012 bis 2015 übernahm er an der Seite von Tanja Wedhorn als ehemaliger Inselpolizist Thies Quedens in der Kriminalkomödien-Reihe Reiff für die Insel eine der Hauptrollen. Von der 366. (2012) bis zur 453. Folge (2023) spielte er als Nachfolger von Walter Kreye in der Titelrolle den Kriminalhauptkommissar Richard Voss in der ZDF-Krimiserie Der Alte.

## Privates
Jan-Gregor Kremp ist mit der Schauspielerin Johanna Gastdorf, die er am Niedersächsischen Staatstheater Hannover kennengelernt hatte, verheiratet und hat mit ihr einen mittlerweile erwachsenen Sohn. Gemeinsam mit seiner Frau hält Kremp regelmäßig Lesungen in Hospizen. Das Ehepaar ist Fan des Fußballclubs Bayer 04 Leverkusen und Ehrenmitglied im Verein. Die Familie wohnt im Leverkusener Stadtteil Schlebusch. 2012 erhielt Kremp den Leverkusener Löwen für die Verbesserung des Ansehens seines Wohnortes.

## Filmografie

### Kino
- 1991: Pizza Colonia
- 1992: Schattenboxer
- 1993: Wir können auch anders …
- 1995: Bunte Hunde
- 1997: Die Apothekerin
- 1998: 2 Männer, 2 Frauen – 4 Probleme!?
- 1998: 23 – Nichts ist so wie es scheint
- 1998: Flanell No. 5
- 1999: Pauls Reise
- 1999: Requiem für eine romantische Frau
- 1999: Schnee in der Neujahrsnacht
- 2001: The Musketeer
- 2001: Mein Vater die Tunte
- 2001: Das Sams
- 2004: Kammerflimmern
- 2006: Allein gegen die Angst
- 2007: Herr Bello
- 2007: Der blinde Fleck
- 2009: Ob ihr wollt oder nicht!
- 2011: Eine Insel namens Udo
- 2011: Hotel Desire
- 2016: Schrotten!

### Fernsehfilme
- 1995: Wer Kollegen hat, braucht keine Feinde
- 1995: Visum in den Tod – Die Russenhuren
- 1996: Der schönste Tag im Leben
- 1996: Eine unmögliche Hochzeit
- 1998: Single sucht Nachwuchs
- 1999: Doggy Dog – Eine total verrückte Hundeentführung
- 1999: Verratene Freundschaft – Ein Mann wird zur Gefahr
- 2000: Halt mich fest!
- 2001: Clowns
- 2001: Die Liebe meines Lebens
- 2001: Vor meiner Zeit
- 2001: Rette deine Haut
- 2002: Pest – Die Rückkehr
- 2002: Der Solist – In eigener Sache
- 2002: Ein Albtraum von 3 1/2 Kilo
- 2002: Voll korrekte Jungs
- 2003: Liebe Schwester
- 2003: Weihnachten im September
- 2003: Mensch Mutter
- 2004: Die Quittung
- 2004: Dann kamst du
- 2004: Die Konferenz
- 2004: So fühlt sich Liebe an
- 2005: Die letzte Schlacht
- 2005: Liebe nach dem Tod
- 2006: Der Untergang der Pamir
- 2007: Der Tod meiner Schwester
- 2008: Braams – Kein Mord ohne Leiche
- 2009: Claudia – Das Mädchen von Kasse 1
- 2009: Der Tiger oder Was Frauen lieben!
- 2009: Über den Tod hinaus
- 2009: Richterin ohne Robe
- 2011: Go West – Freiheit um jeden Preis
- 2011: Jetzt sind wir dran
- 2011: Vater Mutter Mörder
- 2011: Nach der Hochzeit bin ich weg!
- 2012: Zum Kuckuck mit der Liebe
- 2012: Tod einer Brieftaube
- 2012: Schlaflos in Schwabing
- 2012: Die Aufnahmeprüfung
- 2013: Vier sind einer zuviel
- 2025: Nächte vor Hochzeiten

### Fernsehserien und -reihen
- 1994: Adelheid und ihre Mörder (Folge Kleine Fische)
- 1994: Polizeiruf 110: Gespenster
- 1996: Alles außer Mord (Folge Todkäppchen)
- 1997: Polizeiruf 110: Heißkalte Liebe
- 1999: Tatort: Drei Affen
- 2000: Polizeiruf 110: Bruderliebe
- 2000: Tatort: Kleine Diebe
- 2003: Tatort: Frauenmorde
- 2003: Sperling und die Angst vor dem Schmerz
- 2004: Edel & Starck (Folge Die Narren sind los)
- 2004: Kommissar Rex (Folge Endlich ist die Bestie tot)
- 2004–2011: Der Alte (verschiedene Rollen, 5 Folgen)
- 2004–2005: Siska (verschiedene Rollen, 3 Folgen)
- 2004–2008: Polizeiruf 110 (4 Folgen als Hauptkommissar Thomas Keller)
  - 2004: Der Prinz von Homburg
  - 2006: Die Mutter von Monte Carlo
  - 2006: Die Lettin und ihr Lover
  - 2008: Kellers Kind
- 2006: Tatort: Mann über Bord
- 2006: Tatort: Tödliches Vertrauen
- 2006: Ein starkes Team: Gier
- 2006: Kommissarin Lucas – Skizze einer Toten
- 2006: Das Duo: Der Sumpf
- 2007: Notruf Hafenkante (Folge Spiel des Lebens)
- 2007: Der letzte Zeuge (Folge Die Handschrift des Mörders)
- 2007: Elvis und der Kommissar (6 Folgen)
- 2010: Liebe am Fjord – Der Gesang des Windes
- 2010: Rosa Roth – Das Angebot des Tages
- 2011: Der Staatsanwalt (Folge Das Duell)
- 2011: Nachtschicht – Reise in den Tod
- 2012–2023: Der Alte → siehe Besetzung
- 2012–2015: Reiff für die Insel (5 Folgen)
  - 2012: Neubeginn
  - 2013: Katharina und der ganz große Fisch
  - 2014: Katharina und die Dänen
  - 2015: Katharina und der Schäfer
  - 2015: Katharina und der große Schatz
- 2020: Die Küstenpiloten (Zweiteiler)
- 2024: Wo wir sind, ist oben (Miniserie)

## Auszeichnungen
- 1998: Kurt-Meisel-Preis
- 2000: Fernsehfilmpreis der Deutschen Akademie der Darstellenden Künste, Darstellerpreis für Halt mich fest!
- 2003: Hessischer Fernsehpreis für seine Darstellung in ABC des Lebens
- 2005: Hessischer Fernsehpreis als Ensemblemitglied des Filmes Die Konferenz
- 2012: Leverkusener Löwe für die Verbesserung des Ansehens und des Images seines Wohnortes Leverkusen